# Arturo Chávez Chávez
Pour les articles homonymes, voir Chávez.
Arturo Chávez Chávez né le 4 septembre 1960 à Chihuahua, est un homme politique mexicain. 
De 2009 à 2011, il est procureur général de la république du Mexique.